# 道县第一中学
25°31′38″N 111°36′19″E / 25.52732°N 111.605215°E
道县第一中学（英語：Dao Xian No.1 Middle School）位于湖南省永州市道县道江镇寇公街242号，为永州市公立学校，湖南省示范性中学之一。

## 历史
1913年，“湖南永郡联立濂溪中学”建立在湖南省长沙，为道县一中的前身。
1938年，长沙文夕大火，学校在烈火中焚毁。
1946年，“湖南永郡联立濂溪中学”搬迁到道县城关。
1953年，“湖南永郡联立濂溪中学”更名为“湖南省道县第一中学”。
1966年，文化大革命爆发，学校解散，1978年复办。

## 学校文化

### 校训
严、勤、实、美

## 著名校友
- 李京波，中国科学院科学家。

## 奖项
道县一中先后荣获“全国‘五讲四美’为人师表先进集体”、“湖南省文明建设先进单位”、“湖南省中小学德育工作先进集体”等荣誉奖项。